# 캐글
캐글(Kaggle)은 2010년 설립된 예측모델 및 분석 대회 플랫폼이다. 기업 및 단체에서 데이터와 해결과제를 등록하면, 데이터 과학자들이 이를 해결하는 모델을 개발하고 경쟁한다. 2017년 3월 구글에 인수되었다.

## 같이 보기
- 허깅 페이스